# مدريسة
، بلدية بدئراة مدريسة ولاية تيارت الجزائرية.
بلدية مدريسة مدريسة بلدية تأسست سنة 1928، تشكلت في أساسها من بدو رحل جاؤو من الجنوب يعرفون باسم زغبة والذين ينحدرون أساسا من القبيلة الكبرى لبني هلال التي استوطنت الجنوب الجزائري في القرن الثاني عشر ميلادي، أي حوالي سنة 1170م.
هؤلاء البدو حافظوا على غالبية سلوكاتهم الثقافية العربية وحتى نمط ألبستهم التي ورثوها عن أجدادهم من العرب الهلاليين القادمين من المشرق. وأول فريق كرة القدم في ولاية تيارت تأسس في بلدية مدريسة الذي هو النادي الرياضي لبلدية مدريسة(CSCM) الذي تأسس سنة 1929يحمل ألون أزرق وأحمر  وأبيض  إلى أن تم إزالة هذا فريق سنة 1933 بسب أنه يحمل ألون علم إستعمار فرنسي ولعبين فرنسين وبقيه هذا النادي مجهول هويه إلى أن تم إنشاء فريق جديد بعد إستقلال الجزائر بعام  أولمبيك مدريسة الذي يحمل ألون أزرق وأبيض الذي تأسس سنة 1963 بمدريسة.  

## أصل تسمية
لكلمة مدريسة عدة اشتقاقات منها:
اصل الكلمة يأتي من الكلمة العربية "مدريسة" التي تعني المكان الذي تنمو فيه بكثافة النباتات التي يسميها المحليون "درياس" الاسم الفرنسي لهذه النبتة يقابل كلمة أورتي "ortie »
نبتة عشبية باوراق تسبب التهابات جلدية إذا ما لامست الجلد.
مقولة أخرى تذهب إلى القول بان كلمة مدريسة أتت من «الدرسة» وهو المكان الذي يقوم فيه الفلاح بدرس الحبوب بعد حصادها.
مدريسة هي واحده من بلديات ولاية تيارت تقع على بعد 56 كلم إلى الجنوب، تتربع على مساحة 256 كلم 2 وبارتفاع لمقرها يصل إلى 1100 م، تقع هذه البلدية في منطقة العبور بين التل والسهوب الغربية تحدها من الشمال بلدية توسنينة ومن الشمال الغربي بلدية فرندة ومن الشرق بلدية شحيمة ومن الغرب بلديتا عين كرمس وسيدي عبد الرحمن.

## مناخ البلدية
يسود المنطقة مناخ قاري، صحي جدا، بالرغم من انه يتميز بفصول شتوية قارسة نسبيا، تتساقط خلالها كميات معتبرة من الثلوج تؤدي أحيانا إلى اضطرابات في حركة المرور وكثيرا ما تعقبها فصول صيفية دون أن تتخللها فترات معتدلة، والاعتدال الذي يميز أحيانا الفترات الحارة هو نتاج هواء جاف. الفوارق الحرارية المفاجئة والهامة غالبا ما تؤدي إلى فترات صقيع قاس ورياح موسمية مبكرة كثيرا ما تضر بالمحاصيل الزراعيه.
تتميز هذه المنطقة بالصقيع في الشتاء والحرارة المرتفعة صيفا لأن التأثير القاري وكذا الارتفاع الشديد زادا من تفاقم هذين العاملين.

### نقص وتذبذب التساقطات
التساقطات المحصورة بين خطي التماطر 100 و 400 مم غالبا ما تكون ناقصة في بداياتها ولا تسمح بزراعة مكثفة، كما تتميز بتذبذب شديد وتقلبات في توزيعها، وبالفعل إذا نظرنا مليا إلى توزيع التهاطلات نجد عاملين أساسين يساهمان في ميل المناخ نحو الجفاف:
- -توزيعها غير المتوازن خلال السنة الواحدة
- -توزيعها غير المنتظم خاصة حسب السنوات ككل.
- تعتمد على الزراعة وتربية المواشي.
- العرش: غالبية العرش بهذه البلدية عرش أولاد حدو، أولاد زيان، الخوالد والنواصر...
- المقرات الإدارية المهمة: بنك الفلاحة والتنمية الريفية، البريد والموصلات، ثانوية، أربع متوسطات، أربع ابتدائيات، مقر البلدية،02 عيادة متعددة الخدمات، مكتبة وقاعتين للقراءة، 02 دور الشباب وفرقة للدرك الوطني والحرس البلدي، ملحق الجزائرية للمياه
- المقرات الدينية: 04 مساجد 06 مدارس تعليم القرآن 02 مصلى
- الأحياء: حي السوف الفديم - حي هواري بومدين (بوحلفاية): حي النصر، حي الفتح - حي الخزان المائي (حي الوئام)- حي 24 مسكن حي 10 سكنات (ضحيا الإرهاب) - حي 30 مسكن (حي النور) - حي 40 مسكن - حي السوق المغطاة - حي قرية لطرش (القرية الجديدة) - حي الباتوار - حي الدوار - وسط المدينة - حي 5 جويلية - حي الكابس - حي شرماط - حي طوابل - حي لاسيتي - حي الطبشور - حي 18 مسكن كاستور.